# 上田遙
上田 遙（うえだ はるか、1957年10月2日 - ）は、日本の演出家、振付家である。
東京都出身。フリーランス。舞踊家として活動し1990年に初リサイタル、その後1987年、『叫びと囁き』で全国舞踏コンクール第1位文部大臣奨励賞を受賞し振付家としてデビュー。以降振付・演出家として活動している。

## 略歴
父・「ガイ氏即興人形劇場」を主宰する水田外史と、母・清美の長男として1957年10月2日に東京で生まれる。幼少期から母の主宰するバレエ教室で踊りを学ぶ。大学時代に父の後継者を目指すが父より向かないと言われ、以降踊り手として活動し、その後振付・演出を手掛けるようになる。
青山劇場プロデューサー高谷静治に見出だされ青山円形劇場で10年間に渡りリサイタルを行う。照明の足立恒、美術の河内連太、衣装の伊藤早苗、音楽の坂出雅海と共に人形劇とダンスを組み合わせダンサーが人形を操り歌い踊る独自の世界、チャップリンのような道化・サラリーマン・犬のポチ・稲荷の古狐が主人公の笑いと涙のダンス作品を発表した。
青山バレエフェスティバルでコロラドバレエの久保紘一、ウィーン国立バレエの高久舞をはじめ世界で活躍する若者達を振り付ける。又この時発表した『ゼロのタンゴ』はコレオグラフアーを中心とする新しい日本のバレエ界のトップランナーとして存在を注目される。この時に16才の熊川哲也と出会った。
1900年の終わりから2000年にかけて日本のバレエ界はコレオグラフアー振付家を中心とした新しい時代が始まり、その流れのトップランナーとしてプロデュース能力と演出力を持つコレオグラフアーとして走りはじめた上田はオリジナリティにこだわり、音楽家と共にダンス作品を創作し、ドラマチックスーパーダンスシアターの世界を確立させる。そして、『キングリア』、『木蘭』、『サロメ』、『ピアフその愛』、『Rokujo 現代版ロミオとジュリエット』、『モーツァルト　オレは誰だ』、などの作品を次々と発表する。ヴァイオリニスト、ドラマー、ピアニストをダンサーと対等とさせる演出は上田遙の真骨頂である
現在は、福島復興熱烈支援集団　Fukushima郡山　ASAKA座総監督、一般社団法人　全日本中国文化振興会　芸術顧問を務める。

## エピソード ・作風
30代の時日本の代表として参加した世界振付コンクールで世界のトップコレオグラフアー達に、「何故君は日本を描いたバレエを創らないのか？、私たちの後を追っても何もないよ」と言われ、日本にはこんなに美しく素晴らしい文化があるのにと頭をガーンと叩かれたようだった。その時に出会った東儀秀樹を通して雅、ゆらぎ、遊び心、余白といった日本の美に魅了されるようになった。
その後、日舞の名古屋西川流家元の西川千雅、能の大倉正之助との出会いにより、西洋舞踊の足し算と和の引き算の世界を融合した世界を追求した作品を現在は創作している。
ジャンルを飛び越えた誰もが分かり感動するダンス作品としてジャンルを飛び越えた出会いを追い求め、以下の人物らと活動を共にしている。
- クラシックバレエ：熊川哲也、堀内充
- モダンダンス：平多利江、川野眞子
- フラメンコ：小島章二
- ジャズダンス：前田清実
- タップダンス：サーロ、玉野和紀
- 中国舞踊：黄豆豆
- ストリートダンス：群青、植木豪
- 雅楽：東儀秀樹
- 日舞：名古屋西川流家元、西川千雅
- ヒップホップ：森新吾、てつ
- 作曲家:宮川彬良
- 雅楽師：東儀秀樹
- バイオリニスト:川井郁子
- バンドネオン：小松亮太
- 和太鼓：ヒダノ修一、大多和正樹、山田けん太
- コントラバス:齋藤順
- 三味線：小山豊
- 尺八:小湊昭尚、岩田卓也
- ドラム：樹、山葵
- 衣装デザイナー：生澤美子、朝月真次郎、伊藤早苗、十川ヒロコ
- 照明家：足立恒、柏倉淳一
- 美術家：河内連太：太田創

上田遙の作品の全ては妻でありパートナーの上田はる美の存在がある。フラメンコ、ジャズダンス、日舞、モダンダンスを習得しており誰よりも上田作品を理解しているダンスミストレスである。又息子の樹（たつる）は幼少より舞台に出演し、小学校卒業のときにプロドラマーの道を選びプロとなった後も『木蘭』、『サロメ』、『マクベス』、『ピアフその愛』などでドラムを叩いている。

## 演出・振付作品

### 総合演出プロデュース
2000年　函館市民文化祭　『函館ダンスコラボレーション01 』
2004年　東京国立博物館リニューアルオープン特別記念　エキサイトミュージーアム『act1 卑弥呼』　舘形比呂一　
2005年　『act2 戦国のファンタジー』　小島章司　早乙女太一　
2006年　『act3 鳳凰伝説』　東儀秀樹　　
2009年　名古屋開府400年祭　『戦国だんす絵巻SHIRO』 
2010年　岐阜市民芸術祭　『GIFU春夏秋冬』
2010年　上海万博　上海国際芸術祭記念　舞踊歌劇　『木蘭』
2011年　岡本太郎生誕100周年記念公演　『TAROと踊ろう』　川崎市岡本太郎美術館
2012年　北京　中日国民交流友好年特別記念公演　『木蘭』　主演　黄豆豆　真琴つばさ　音楽　東儀秀樹　衣装　生澤美子　　
2012年　イスラエル、日本友好60周年記念フェスティバル　『Rokujo 源氏物語　六条御息所より』　主演　舘形比呂一　和音美桜　美術　河内連太　
2013年   上田遙はる美30周年記念公演　『ビートゼネレーション』　主演　上田はる美　樹　サーロ　群青 
2014年   ドラマチックスーパーダンスシアター　『サロメ』　音楽　川井郁子　TAKA　衣装　朝月真次郎　主演　東山義久　　
2016年   ミュージカル　『スマイルマーメイド』　音楽　春日井貴博　衣装　生澤美子　美術　河内連太　主演　蒼井翔太　加藤清史郎　
2018年   ドラマチックスーパーダンスシアター　『マクベス』　音楽　TAKA　主演　東山義久　森新吾　 
2020年　 『モーツァルト　オレは誰だ』　音楽　TAKA　主演　東山義久　植木豪　銀座博品館劇場

### 振付作品
1999年　ロンドン　クイーンエリザベスホール　『THE ANGELS SMILE』　主演　ビーグリー綾子　
2003年　新国立劇場オペラ　『ホフマン物語』　演出フィリップ　アルロー (2005,13,18,20年再演）
2005年   オペラ 『アンドレア　シェニエ』　(2010,16年再演）
2007年　北京上海　日中文化交流作品　『絆』　日中三烈　主演　黄豆豆　早乙女太一　ヒダノ修一
2010年   オペラ 『鹿鳴館』　演出鵜山仁　作曲池辺晋一郎　　

### TV・映画
松竹映画　熊川哲也主演　バレエシーンの振り付け　　
東京12チャンネル　バレエ誕生　インタビューと作品　0のタンゴの放映　
関西テレビ　彼と彼女放映　
岐阜テレビ　ドキュメント　上田遙の岐阜春夏秋冬　
福島中央テレビ　上田遙とASAKA座ドキュメント　早乙女太一に関するインタビューと作品　
東京12チャンネル　たけしの誰でもピカソ　光降る剣士　暁の剣士　ソロモン流　
NHK　きよしとこの夜　月下の剣士　　
TBS　早乙女太一冬北京　絆　中日三烈とインタビュー
テレビ朝日　題名のない音楽会　踊るヴァイオリニスト川井郁子の振り付け

### 代表作品
1990年　 初リサイタル　『原っぱ物語』　新宿スペースゼロ　主演　上田遙　はる美　
1991年　『ビバ！エスパーニャ　僕のカルメン』　青山円形劇場　主演　足川欣也　平多利江　
1997年   『愛と命の千羽織り』　名古屋芸術創造センター　音楽　坂出雅海　主演　後藤千花　
2000年　『キングリア』　新国立劇場小ホール　音楽　東儀秀樹　坂出雅海　衣装　伊藤早苗　主演　田中みん　東儀秀樹　高部尚子　新潟、名古屋、大阪ツアー
上田遙　小松亮太のタンゴタンゴタンゴ　『タンゴナイト』　青山円形劇場　世田谷シアタートラム　文化庁本物の体験事業　富山　新潟　広島　長崎　沖縄　徳島　調布　北海道ツアー　
2002年  『RED肉体と旋律のクラッシュ』　主演　川井郁子　小松亮太　佐々木大　北海道、北陸ツアー
2003年  『レディマクベス』　音楽坂出雅海　美術　河内連太　主演　舘形比呂一　東京芸術劇場　全国ツアー　名古屋　京都　大阪　福岡　
2005年  『現代版ロミオとジュリエット』　音楽　坂出雅海　美術　河内連太　主演　橋本拓也　三木雄馬　島田衣子　草月ホール　
2009年 『Rkujo 源氏物語より』　美術　河内連太　ドラム　樹　主演　舘形比呂一　和音美桜　草月ホール　イスラエル　セザンヌデラルセンター　(2012年再演）
2010年 『木蘭』　音楽　東儀秀樹　衣装　生澤美子　上海オペラ劇場　北京保利ホール　東京芸術劇場　主演　黄豆豆　真琴つばさ　(2012年再演）
2013年  上田遙はる美30周年記念公演『ビートゼネレーション』　主演　上田はる美　樹　サーロ　群青　北千住シアター1010  
2014年　ドラマチックスーパーダンスシアター『サロメ』　音楽　川井郁子　TAKA　衣装　朝月真次郎　主演　東山義久　　
2016年　ミュージカル　『スマイルマーメイド』　音楽　春日井貴博　衣装　生澤美子　美術　河内連太　主演　蒼井翔太　加藤清史郎　北千住シアター1010 大阪ドラマシティ　フジテレビ主催　
2018年　ドラマチックスーパーダンスシアター『マクベス』　音楽　TAKA　主演　東山義久　森新吾　シアター1010 
2020年 『モーツァルト　オレは誰だ』　音楽　TAKA　主演　東山義久　植木豪　銀座博品館劇場

### 受賞
1986年　埼玉全国舞踊コンクール　モダンダンス部門　第２位　県教育長賞　『プロポーズ』
1987年   東京新聞全国舞踊コンクール　創作部門第１位文部大臣奨励賞　『叫びと囁き』　
1988年   村松賞　　　
1993年   世界振付家コンクール　日本代表　ファイナリスト　『魂の蝶』　　
1998年   批評家協会新人賞　『巷かくるる八百万の　狐の巻』　　
1998年  名古屋芸術祭賞　『愛と命の千羽織』　
2001年   名古屋芸術祭賞　『智恵子　わが愛』　　
2003年   現代舞踊協会　江口隆哉賞　